# السمانية
قرية السمانية هي إحدى القرى التابعة لمركز نجع حمادى في محافظة قنا في جمهورية مصر العربية. حسب إحصاءات سنة 2006، بلغ إجمالي السكان في السمانية 5903 نسمة، منهم 3082 رجل و2821 امرأة.